# ميلينا توسكانو
ميلينا توسكانو غونسالفيس (بالبرتغالية: Milena Toscano‏) المعروفة باسم ميلينا توسكانو (من مواليد 11 يناير 1984) ، ممثلة وعارضة برازيلية. لعبت دور البطولة في أوبرا الصابون اراجوايا.

## روابط خارجية
- ميلينا توسكانو على موقع IMDb (الإنجليزية)
- ميلينا توسكانو على موقع قاعدة بيانات الفيلم (الإنجليزية)

- ميلينا توسكانو في قاعدة بيانات الأفلام على الإنترنت